# Muzeum Ziemi w Kletnie
Muzeum Ziemi w Kletnie – prywatne muzeum minerałów i skamieniałości w miejscowości Kletno w gminie Stronie Śląskie (województwo dolnośląskie).
Muzeum jest efektem pasji kolekcjonerskiej Arnolda Miziołka. Prezentowane są tu kamienie, minerały i skamieliny z całego świata oraz lokalne, które występują w okolicznych górach: Masywie Śnieżnika, Górach Bialskich i Złotych. W kolekcji m.in. odciski łap dinozaurów z Gór Świętokrzyskich, gadów permskich z rejonu Nowej Rudy oraz skamieniałe formy życia flory i fauny sprzed 250 milionów lat. Znajdują się tu również cztery skamieniałe gniazda z jajami dinozaura.
Od niedawna przy muzeum istnieje „Park Jurajski” dla dzieci, gdzie można oglądać modele dinozaurów (w zachowanych proporcjach) i skamieniały las permski.

## Galeria

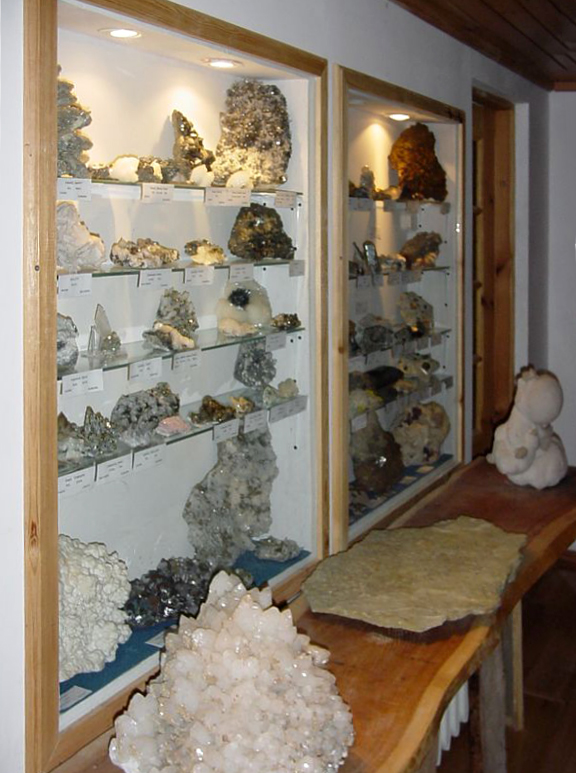
Fragment ekspozycji
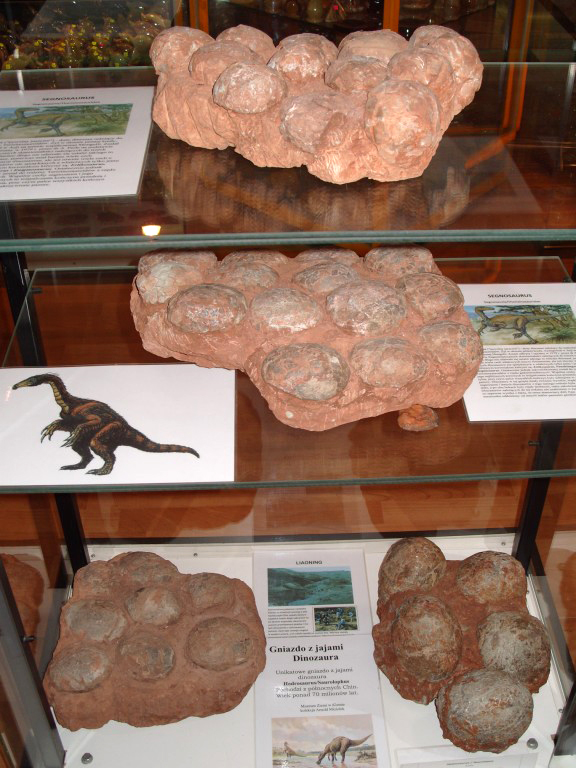
Skamieniałe gniazda z jajami dinozaurów
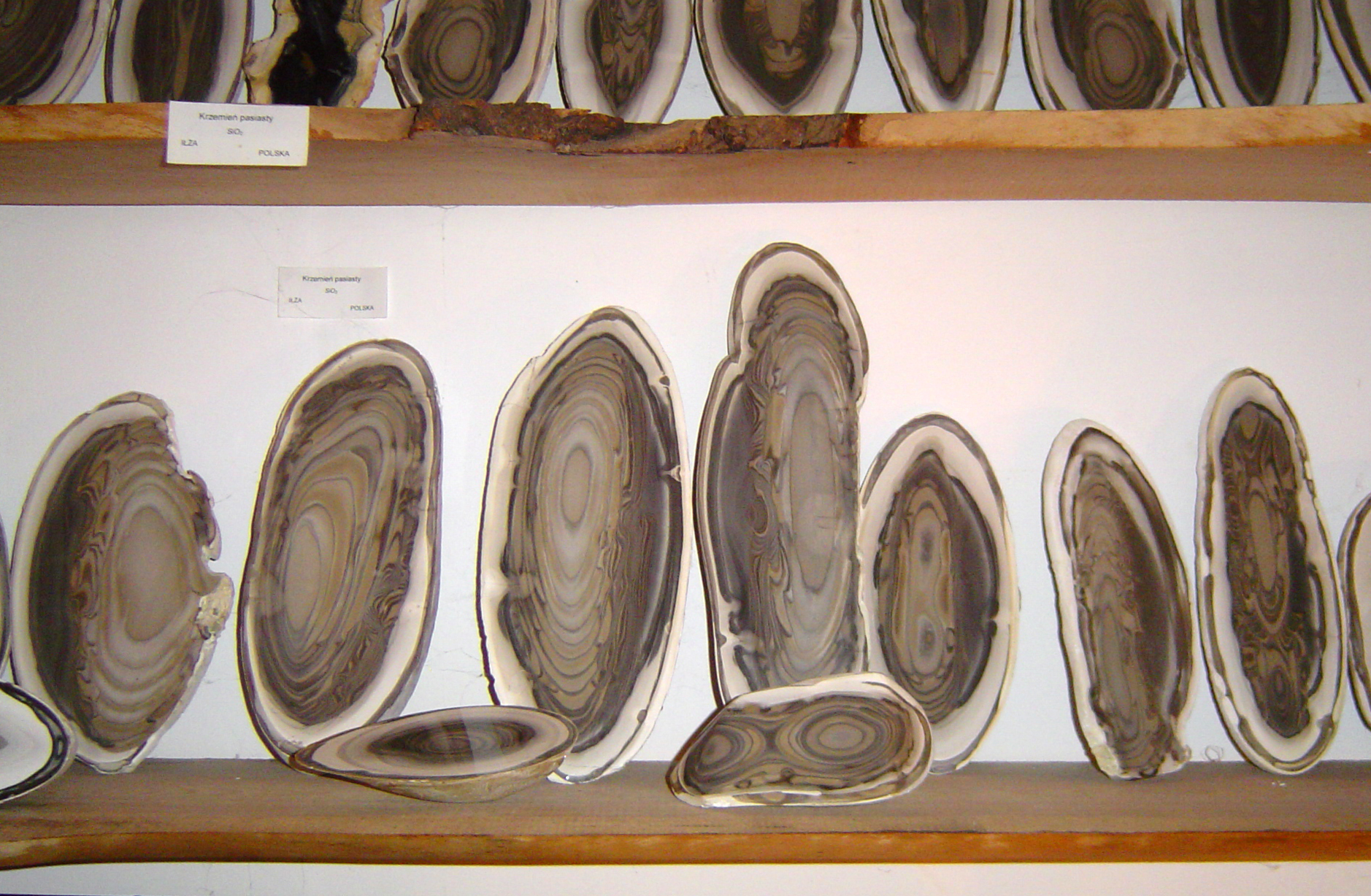
Okazy krzemienia
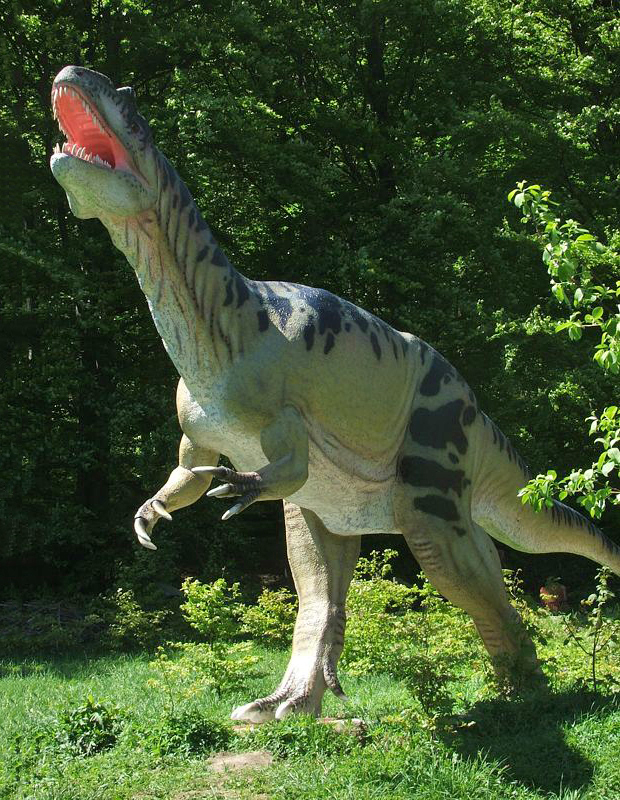
Model dinozaura
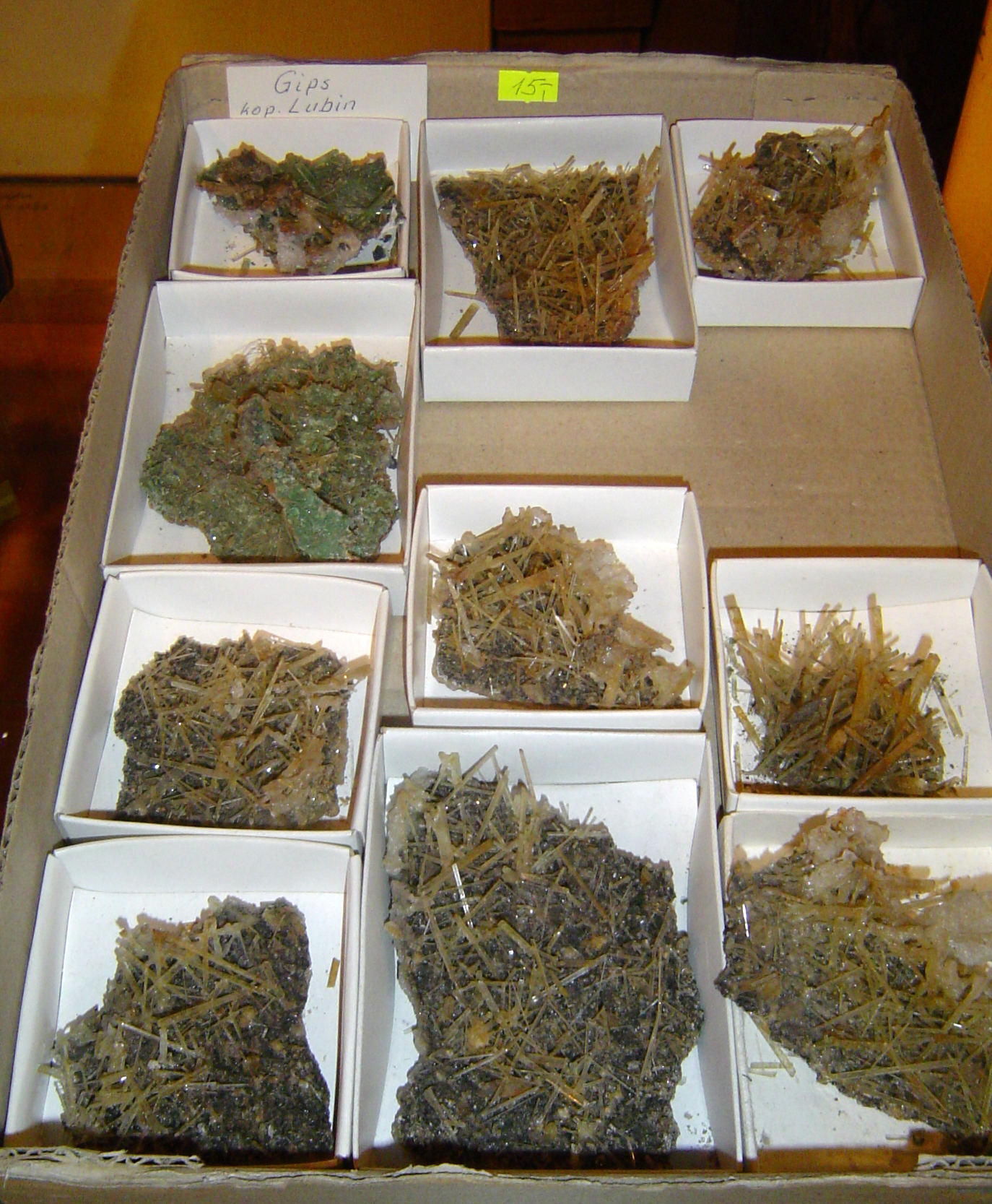
Okazy minearałów